# Leander Wiegand
Leander Valentin Wiegand (Henstedt-Ulzburg, 24 agosto 1999) è un giocatore di football americano tedesco, che gioca come offensive tackle per i Munich Ravens.
Inizia a giocare nel 2018 per gli Aachen Vampires e nel 2021 si trasferisce alla squadra universitaria statunitense degli UCF Knights. Nel 2022 passa quindi in ELF con i Cologne Centurions, nel 2023 passa ai Rhein Fire e nel 2024 ai Munich Ravens.
Il fratello minore Laurin è stato suo compagno di squadra ai Centurions e ai Fire.

## Palmarès
- 1 ELF Championship (Rhein Fire, 2023)